# ログイン (雑誌)
『ログイン』（LOGiN）は、アスキー（のちエンターブレイン、現・KADOKAWA）から刊行されていたパソコンゲームを主に扱ったパソコン雑誌、ゲーム雑誌。
創刊当時のパソコン雑誌の多くは技術的な内容など技術者やマニア向けあるいはビジネス利用を指向していた中で、ゲームを軸に一般的な若者をターゲットとした方向に進んだ。
『ファミ通』など系列誌を多数生んだことで知られ、また日本におけるコンピュータゲーム雑誌のスタイルを確立した雑誌である。

## 歴史
当初は『月刊アスキー』の別冊として、1982年5月から季刊で『ASCII 別冊ログイン』として発刊されていた。
1983年4月号から月刊化し『月刊ログイン』（毎月8日発売）となる。別冊時代の誌面は技術系情報が中心だったが、月刊化以降パソコンゲーム情報を前面に押し出した路線変更を実施。創刊当初は売上もふるわず休刊が危ぶまれていたが、この路線変更により持ち直したとされる。
1984年9月号から編集長に小島文隆が就任。同号の特集「コンピュータでしまいにゃ笑うぞ!!」を始めとして、以後誌面の徹底した娯楽路線が強調された。まだパソコン誌といえば技術的な内容を扱うのが主流であった時代に、あまりパソコンに詳しくなくゲームにしか使えない自分（という馬鹿のフリ）を笑いにするというスタイルを提唱した。パソコンに直接関係のないふざけた記事が掲載される事も多く、月刊期から月2回刊中期にかけてのログインの特徴として広く知られる。一方でこの時期には新ゲームジャンルのいち早い紹介や新しいアミューズメントの発掘、テクノロジーの未来予測等の記事も充実しており、パソコンゲーム文化成熟の一翼を担っていたという側面もある。
また、「おたく」の語が一般に広まるよりも前、編集部内でパソコン、アニメ好きな少年を「お宅」と呼んでおり、本誌は「おたく」の語を一般に広めた一角であった。ただし誌上ではラジオ番組『三宅裕司のヤングパラダイス』を起源としている。
創刊号から「ソフトログ」として海外ソフトや関連書籍の販売ランキングを掲載していた。国内ランキングも扱っていたが、これは創刊当初の「世界のコンピュータ動向を知る、伝える」という姿勢から生まれたコーナーだった。しかし当時は何を買えば楽しめるのかという情報にユーザー側が渇望していた状況であり、とりわけゲーム売り上げランキングはその指標となった。のちには日本国内のランキングを優先するようになり、こういったランキングデータ掲載は、派生した『ファミ通』にも受け継がれていく。
発行部数拡大とそれにともなう広告ページの増加による誌面の肥大化を受けて、1988年7月15日号からパソコン雑誌では日本初の月2回刊化（毎月第1・3金曜発売）。雑誌名から「月刊」が消え「ログイン」となる。
1992年末ころの誌面リニューアルでは歴史、ファンタジー、お笑い、科学など多岐に渡るジャンルの読み物や読者投稿ページが登場し非ゲーマー層からの人気を集める。しかし20世紀末のパソコンゲーム人気の下落の中、断続的な誌面リニューアルが行なわれ、1997年ころには紙面縮小に伴って話題の多面化・読者投稿路線は消滅した。比較的オーソドックスなパソコンゲーム雑誌のスタイルが定着し1997年10月17日号をもって月2回刊誌は終了、次の号はそこから2ヶ月ほど空いて1998年1月号として月刊誌（毎月24日発売）に戻る。
2000年4月のアスキーからのエンターブレイン分社により、出版元がエンターブレインに移行する。2005年12月時点の公称部数は5万部だったが、全盛期の勢いを取り戻すことは叶わず、2008年5月24日発売の同年7月号を以て休刊。同日よりニュースサイト「LOGiNウェブマガジン」がプレ創刊し、6月24日に正式オープンした。最終号において紙のログインの集大成『カミログ（仮）』が年内に発売予定とあったが、結局発売されることはなかった。また、ウェブマガジンも2009年3月31日分をもって更新終了された。
主にコンピューターゲームの攻略本を主に取り扱う「LOGiN BOOKS」というレーベルを持っている。アスペクトやエンターブレインが出版するゲーム攻略本のレーベルとして位置づけられ、PCゲームを中心にコンシューマーゲームの攻略本もラインナップされていた。ログイン本誌が休刊して10年近く経つ2017年にもKADOKAWA/エンターブレインが出版するPCゲーム攻略本のレーベルとしてラインナップされている本がある。
本誌の休刊後も現存する姉妹誌には、ボーイズラブ・乙女ゲーム情報誌の『B's-LOG』（ビーズログ）がある。その他の現存しない姉妹誌・派生誌は関連項目を参照。

### オリジナルゲーム
初期の頃はオリジナルゲームのプログラムリストを巻末に乗せていた。また読者からの投稿ゲームも受け付けていた。『マイコンBASICマガジン』と比べて数は少ないが、一本あたりの規模は大きく打ち込む手間も大きいため『Tape LOGiN』というカセットテープも書店で販売されていた。のちにソフトの大容量化にあたり『Disk LOGiN』というフロッピーディスクに切り替わったが、こちらは通信販売のみ。また一部のソフトについてはソフトベンダーTAKERUでの販売も行われた。
優秀な投稿作品に対する表彰もあり、中でもゲームシナリオが優れた作品に与えられる「堀井賞」（堀井雄二に由来）、優れたプログラミング技術を用いた作品に与えられる「木屋賞」（当時日本ファルコム所属だった木屋善夫に由来）の2つは事実上の最高賞として扱われたほか、同賞までは至らないものの優秀な作品には「佳作」などの表彰が与えられた。また受賞作の多くは、前述の書店やパソコンショップ等での販売の対象となった。
月2回刊の前ごろのリニューアルでオリジナルゲームや投稿ゲームを扱わなくなったため自然消滅するが、後の『コンテストパーク』や『テックウィンDVD』の基になった。

## 主な特集・一般記事

### プログラムオリンピック
有名ソフトハウスへのインタビューを行なうとともに、ソフトハウスから提供されたオリジナルのショートプログラム（主にゲーム）を公開するという特集企画。オリンピックの名を冠しているが競技性はまったく無く、各地から猛者が集うという点をもってオリンピックと名付けられたようだ。
1984年10月号が初出。この年はロサンゼルスオリンピックの開催年である。その後、1985年10月号・1986年10月号・1987年10月号と毎年10月号に恒例行事として行なわれていたが、1988年10月7日号には「プログラムオリンピック特別編 新・ソフトハウス紀行」と題して企画内容が大きく変更される。特集記事から短期連載形式に変わり、ショートプログラムの提供は消失、代わって編集者の出張の道中記が掲載された。ソフトハウスの増加と月2回刊体制によりスケジュールが限界を超えてタイトになったことが路線変更の原因と思われる。以後この形式は毎年続き、「プログラムオリンピック」の名は有名無実化していった。

### 国際科学技術娯楽年間
英名：World Advanced Sci-Tech Entertainment Duodecimal、略称WASTED（ウェイステッド）。1988年 - 1999年の12年間を示し、『ログイン』が独自に提唱した。WASTEDでは最新科学技術を（軍事やビジネスユースではなく）娯楽に利用することを目的とし、『ログイン』はその広報誌として様々な情報を掲載するという体裁をとっている。
特集や不定期連載の形で書かれた記事は主にリアリティのある未来のゲームの姿の予測・希望という形で構成されており、CD-ROM・CD-Rの隆盛、CPU速度・記憶装置容量の進化、携帯型デジタルオーディオプレーヤーや液晶携帯型ゲーム、リアルな世界観の中で進行する自由度が高く明確なゴールの無いゲーム（Grand Theft Autoシリーズ等）、きわめて手軽なネットワーク・マルチプレイゲーム、トランスルーセント（スケルトン）デザインのファッショナブルなマシンの出現（iMac等）、など、現在実現されている技術をかなり近い形で予言したものも多い（例はいずれも1988年時点の予測）。
1988年1月号が初出で以後月刊（初代）時代末期に強く推し進められたが、月2回刊に移行後は本誌のページ数減少のためか記事数が減り、1999年を待たず自然消滅的に終了した。

### いあ〜んバカンス
「いや〜ん、バカ〜ん」と絡めた洒落で慰安旅行の意。毎年春頃に恒例行事として『ログイン』編集部で行なわれ、そのたび本誌で乱痴気騒ぎの様子が報告された。名目上は研修旅行だったが、実質的には観光と宴会が主であり、スタッフの増加とバブル景気の終焉にともないこういった大型の慰安（研修）旅行は催されなくなった。類似の企画として、編集部内のクリスマスパーティーの報告記事もある。
- 第1回 - 1986年7月号「いあ〜ん、バカンス」
- 第2回 - 1987年9月号「ヤマログ-第二回いあーんバカンス徹底取材」
- 第3回 - 1988年7月15日号「緊急報告! いあ〜んバカンスIII 〜愛と研修の鴨川〜」
- 第4回 - 1989年6月16日号「第64回伝統のいあ〜んバカンス記念 LOGiN ファミコン通信 MSXマガジン3誌合同 富士山にちなんで"コケコッコ"企画 楽しかった研修旅行をふり返って」

### 犬戦略
1988年4月号に掲載された記事。犬戦略とは『大戦略IIエディタセット』を利用して作られた、全ユニットが犬で構成された『大戦略』のことである。
単なる洒落であるが、このためだけにユニット全20機（頭）のグラフィックとパラメータ設定、犬の顔を模したマップが作られ、オールカラー4ページにわたる紹介記事が書かれた。ただしこれには1987年12月号で開催された「大戦略IIエディタセットコンテスト」に真面目すぎる作品ばかりが応募されてきたことに対して、ここまでふざけた作品があっても良いという範を示す一面もあったとされる。

## 主な定例ページ

### ヤマログ
『ログイン』を代表するお笑い記事のひとつ。数度にわたり連載開始と最終回を繰り返し、大きく3期に分類される。すべてのヤマログは編集者金井哲夫が中心となって編集されており、金井は桶目ララ次郎、岩鐘ピピ吉、大金盥山ピーター太郎吉田、金盥鉄五郎、ピート・大金盥山などの偽名を積極的に使用した。

#### 第1期 ログイン秘密情報部（ヤマログ）
1985年6月号 - 1986年12月号。当時『ログイン』編集部が南青山にあったことから、屋号「ヤマログ」とされた。投稿の募集は1985年4月号から行なわれているがこの時点では具体的な企画が何も決まっておらず、具体的な活動内容が募集されている。
当面の目標として世界征服が掲げられていたが実質的には読者と編集部で何事かをなす、あるいは交流を深めるといった目的が主である。内容的には各コーナーへの読者投稿が主体で一般的な雑誌の読者投稿ページに近かったが後半になると募集の無いコーナーや募集はしても掲載されないまま企画内容が変わるコーナーが増え、純粋な編集者のおふざけ記事という性格が強くなっていく。秘密情報部という体裁のため投稿者は「部員」として扱われ、掲載者全員に組（「ゆり組」「すずらん組」など）と番号が与えられた。
主なコーナー・企画は以下の通り。
- 開部記念大クイズ - 1985年6月号公募。「いつも明るい僕らの雑誌 月刊ロ○○ン は毎月8日発売」の○○を埋める問題だが、「ログイン」は不正解とされた。
- 入団検定試験 - 1985年7月号で公募、同年9月号で模範解答発表。主要五科目の試験問題をパロディ化した極めてふざけた問題文が特徴。成績優秀者は抽選によって選ばれた。
- インデアン餅つかない - 1985年11月号から公募。読者が住む町の面白い情報を募集するコーナー。いわゆる変なおじさんの情報が多く寄せられたが、編集部の本意ではなかったとされる。タイトルに意味は無い。
- ログイン秘密情報部手帳 - 規約などを記した手帳のページを掲載し（1985年11月号-1986年5月号）、読者はそれを裁断・製本して手帳の形に纏めるという企画。ヤマログ掲載者全員には手帳の表紙が送られたが、発送はヤマログ最終回を過ぎてから行なわれた。
- ういやつじゃ、ちこうよれ - 1986年3月号から公募。ヤマロググッズのデザインやアイデアなど、企画案を募集するコーナー。当時人気のあった#ぽげむたマークを意匠に使った安易な案が多く、コーナーとしては盛り上がらなかった。
- からだのしんぴ - 1986年6月号-7月号。科学的裏付けを伴わない、雑学的な人体の特殊なはたらきについて募集するコーナーだったが、読者投稿が届くより早く中断され「外人の神秘」コーナーへ転向した。
- 外人の神秘 - 1986年8月号から公募。文化人類学的視点から外国人の行動の瑣末な特徴を募集するコーナーで、募集したまま以後掲載される事は無かった。
- 轍馬車よね（わだちばしゃよね）- 1986年8月号掲載。桶目ララ次郎作とされる小説。五十路を迎えた平凡な馬鹿、岩鐘ピピ吉の秘密情報部結成への壮大な決意を描く連載歴史小説で、1話で完結した。
- おゲーム建立し万年（おゲームこんりゅうしまんねん）- 1986年10月号から公募。ゲームのタイトル決定から始まり開発、パッケージ販売まで全てをヤマログ部員の手で行なうという壮大な企画で、タイトルを募集した段階で終了した。
- 宇宙の青い山 - 1986年9月号-12月号にわたり、ヤマログのページの一部に一文だけ紛れ込む形で掲載された連載小説。文字数は総計121字。最終話で初めてタイトルが明らかになった。
- こんちはー日本一ですよーん - 1986年10月号から公募。タイトルは「こんにちはー日本一ですよーん」の場合も。読者の自分こそが日本一だと自慢できる事を募集するという趣旨を装い、実際はナンセンス記事「今月のベスト10」を書くために作られたコーナー。今月のベスト10には「スチュワーデス」「書店で見た」「5000〜10000円」「ある」等の、アンケート（何のアンケートかは定かではない）で上位であろう言葉が無意味に並べられている。
- 海獣の正しい見分けかたマニュアル - 1986年12月号掲載。この回はヤマログの最終回である。アシカやアザラシ等の海獣の正しい見分けかたを説明した学術的記事。

#### 第2期 ヤマログ
1987年5月号 - 1988年7月号（プレ連載は1987年4月号）。本誌の月2回刊化に伴い終了した。YAMALOGと表記する事も。
従来の読者コーナーである'READER'S LOG'内の全記事を併呑する形で始まった。おたよりコーナー'LETTERS'の実質的後継でもある。第1期ヤマログに見られた読者投稿に対する評価の厳しさが緩められ、読者にとって親しみやすいページとなった。一方で欄外のお知らせやリード文など細かい場所にはナンセンスなギャグがちりばめられ、全体のトーンとしては渾沌としたシュールな空間だった。読者アンケートで特集を抑え人気第4位にランクインした事もある。
連載後期にあたる1988年2月号から、親しみやすさをなかば放棄してナンセンス思想「パカパカ」を提唱。全ページにわたりパカパカ的な表現が誌面を席巻するようになる。パカパカが具体的にどのような思想なのかは最後まで説明されなかったが、これはパカパカが非常に感覚的なものであり文脈に添った定義が困難なためであろう。パカパカとは何かを考える「パカパカ論文」の例には、「世界にとってパカパカとはレレレラーメンの中にカエルが私のほほをなであっと驚くべきことなかれ、馬の背中はシュポシュポラララカメさん」とある。
主筆の金井の他にメインライターに伊藤ガビンが加わっている。占術師福田有宵の易占や全編を通じて掲載された内田美智子のイラストも特徴。
主なコーナー・企画は以下の通り（特に開始号の記述の無い記事は第1回からの掲載）。
- おゲーム建立して億年（おゲームこんりゅうしておくねん）- 第1期ヤマログの「おゲーム建立し万年」の正統な後継コーナー。当時からの懸案だったゲームタイトルはおゲーム建立し万年当時の優秀タイトル案から単語・形容詞を混ぜ合わせ『ヤマログの復活はうそだった!! 星に消えた勇者インデアン鹿と、悩める啓蒙馬の大冒険は謎ゲーム。馬&鹿物語II』に決定した。その後ゲームシナリオ・システムを募集した段階で頓挫。
- パズルするのだ - 旧'PUZZLE'コーナーの後継で、旧コーナーの数学パズル的な難易度の高い内容と対照的に間違い探しのような参加しやすい内容に変更された。ヤマログ中盤以降は、一つの絵の中で論理的あるいは倫理的に間違っている点を探すというスタイルになる。パカパカ期以降はタイトルを「ヤマログクイズ」「おクイズ」と変え、「おかしいところ探し」「トリックっぽいものさがし」等のより意味の無い内容に変化していった。
- 逆質問電話 - いわゆる質問電話と反対に、編集部から読者に突然電話インタビューをするという企画。
- パソコンおもしろ生物大募集 - 旧「パソコンおもしろ人物大募集」の後継コーナー。編集者・加川良（田中パンチ）の気まぐれでたびたび内容が変更された。主な企画は「1分間イラスト」「悪のプログラム」「替え唄」など。企画内容同様にタイトルも変更を重ねており、正確な推移は以下の通り。
  - 新星 改正 パソコンおもしろ生物大募集（1987年5月号）
  - 改正 新星 パソコンおもしろタンパク質大募集（1987年6月号）
  - 新星 改正 パソコンおもしろアミノ酸大募集（1987年7月号）
  - 新星 改正 パソコンおもしろDNA大募集（1987年8月号）
  - おもしろパンツ人間大募集（1987年9月号。この時点で1ページから欄外に縮小される）
  - パソコンどどいつ大募集（1987年10月号。欄外2ページに拡大）
  - パソコンおもしろドイツ&替え唄大募集（1987年12月号）
  - パソコンおもしろドイツ&替え唄&大江戸歌合戦大募集（1988年2月号。この頃から徐々に欄外スペースが広がっていく）
  - パソコンおもしろドイツ&替え唄&大江戸歌合戦＆地口大募集（1988年2月号）
  - パソコンおもしろドイツ&替え唄&なんたらかんたらパカパカピロピロ大募集（パロディー版）（1988年4月号。この号で1ページに拡大される）
  - 面白特集付きミニコンおもしろOAパカパカ替え唄&地口 恐竜100万年大募集（1988年5月号。半ページに縮小される）
  - オフコンおもしろABパカパカ替え唄&地口大募集（1988年6月号。欄外に戻る。これが事実上の最終回となった）
- どーもどーもどーも - 旧'DOMO DOMO'コーナーの後継。毎月編集スタッフが1人、自腹で読者プレゼントするコーナーで旧コーナーからの変更はほとんど無い。スタッフのインタビュー記事も兼ねており、表に出る事が少ないタイプのスタッフの素顔がのぞけるという面もあった。
- 星座再構築大作戦 - 1987年7月号から公募（初回のみ「星座再構築（小）作戦」）。星座を現代的視点から、分かりやすい内容に改めるというコーナー。いて座→背面跳び座など。
- ヤマログおポインツ大作戦 - 1987年10月号から開始。優秀な投稿者におポインツ（得点）が与えられ、1988年9月号時点で合計得点が最も高かった者にX68000がプレゼントされるという企画。1988年9月号より先に本誌の月2回刊化とヤマログ最終回を迎えるという事態に見舞われるが、この企画のみ'Letters FROM YOU'のページ内で存続するという形で事無きを得た。受賞者は投稿者時代の忍者増田（当時は本名で投稿）。
- おゲーム建立して四年（おゲームこんりゅうしてよねん）- 1988年1月号から公募。「おゲーム建立して億年」に替わる企画。以前の壮大すぎた計画をいったん排して、個人レベルで作られたゲームを募集するというスタイルに修正されている。特に応募の無いまま最終回を迎えた。
- なんでもTOP10 - 1988年4月号から公募。第1期ヤマログにおける「今月のベスト10」とほぼ同一の内容で、誌面のパカパカ化とともに再生された。

#### 第3期 ヤマログ+、ヤマログ90
1989年9月15日号 - 1990年5月4日号（プレ連載は1989年8月17日号。また、最終回の翌号である1990年6月1日号には特別編「ヤマログ解散記念 緊急雑談!」が掲載されている。これは最終回があまりに突然で編集部内でもページ調整ができなかったため）。
タイトルは「ヤマログ+」（ヤマログプラス）だったが、'90年代最初のログインである1990年1月5日号から「ヤマログ90」に変更された。またヤマログ＋は他にヤマログPluす、ヤマログプラす等と表記される事もある。
第1期ヤマログ末期や第2期ヤマログのパカパカ期のようなナンセンスユーモアが初回から徹底して貫かれているのが特徴で、ほとんどのコーナーは葉書の募集をしていないか、募集していても読み切りで掲載先が存在しないか、掲載されていても多くの場合は編集者の捏造だった。
メインライターは第2期に続き金井と伊藤。3期を通じてヤマログの精神的支柱だった金井のアスキー退社により、これが最後のヤマログとなった。
連載されていた主なコーナーは以下の通り。
- 馬車は嘶きゃ治らない（ばしゃはいななきゃなおらない）- 期間中、不定期に連載。桶目ララ次郎作とされる連載小説で、いわれ無き良心の呵責にさいなまれる主人公岩鐘ピピ吉の心の動きと彼を訪ねた異常に長い名前の男の名前を描いたもの。なお、この小説は第1期ヤマログの最終回直前に連載が予告されていた（1986年10月号）。
- こんにちはヤマログちゃん - 1989年12月1日号から公募。読者のおたよりを掲載するコーナーであるが、しばしば明らかに編集者による捏造と分かる投稿が意図的に掲載された。

### バカチン市国
1992年5月1日号〜1996年9月20日号。ヤマログと双璧をなす代表的お笑い記事。第3期ヤマログ的なナンセンスユーモアによる企画ページと、特にテーマを限定しない比較的自由な読者投稿ページの組み合わせによって成り立つ。
メインライターは松本隆一（ステルス松本、松本大王）、高橋義信（高橋ピョン太）、澤村健（サワノフ）、増田厚（忍者増田）ら。増田は『ファミ通』編集部への異動により中途脱退。末期には常連投稿者から編集者に採用した近藤健之（ばけゆき）が加わる。
主なコーナー・企画は以下の通り。
- 大募集 - あて先を記すコーナーであるが、スペースの大半は募集と関係の無い内容で占められていた。後期にはあて先が書かれない事が大半だった。
- おたより大募集大合戦 - 編集部のマッチメイクにより常連投稿者同士を投稿の優劣で競わせ、トーナメント形式で優勝者を決定する企画。類似の企画に「チーム対抗おたより大合戦」「新・おたより大募集大合戦」等がある。
- べったらシリーズ - 松本による4コマ漫画。『べったら課長』『べったらホラガイさん』等。『サザエさん』や『フジ三太郎』等の古典的4コマ漫画のパロディーとなっており、しばしば銃殺により落ちがついた。
- 最終回 - 1993年12月17日号の特集。連載の最終回を模して編集され、翌1994年1月7日号からは何事も無かったかのように通常の連載が続けられた。

### 知らなかったほうがよかった世界
げてもの食や寄生虫、様々なタバコなど、一般に敬遠されがちなネタや極端にマイナーなテーマを真面目に考察する不定期連載。常に最後は「あなたの知らなかったほうがよかった世界はまだまだあるのです…」の言葉で締めくくられた。メインライターは三宅貴久。

### べーしっ君
荒井清和による連載4コマ漫画。詳細は『べーしっ君』の項を参照。

### ファミコン通信
1985年3月号 - 1986年12月号。ファミリーコンピュータ用ゲームの紹介・攻略ページ。「ビデオゲーム通信」の姉妹ページとして開設され、連載当初はビデオゲーム通信内の1コーナーという位置付けだった。
1986年6月、本連載のスタッフを中心として新雑誌『ファミコン通信』創刊。以後も連載は続くが縮小傾向となり、同年12月号で連載は終了した。なお、「ビデヲ（「ビデオ」では無い）ゲーム通信」も雑誌『ファミ通』に移籍している。
メインライターは塩崎剛三（東府屋ファミ坊）、水野震治（水野店長）、上野利幸（ゲヱセン上野）ら。雑誌「ファミコン通信」2代目編集長も塩崎である（初代編集長は当時のログイン編集長でもあった小島文隆）。

### MSX通信
1986年5月号 - 1988年5月号。MSX用ゲームの紹介・攻略ページ。略称は「M通」。「ビデオゲーム通信」の姉妹ページとして開設された。
攻略記事の充実の反面、ページ内にはゲームと全く無関係な冗談・イラストが異常に多く、『ログイン』内でも特殊な存在感を示したページだった。この編集姿勢が評価され人気は高く、当時の『ログイン』連載記事では異例の別冊付録化された事もあった。
メインライターは加川良（田中パンチ）、伊藤ガビン、アルト鈴木。加川は後にMSXマガジン編集部に異動、同誌編集長になる。イラストレーターは桜玉吉。

## 紹介ゲームソフト
- A列車で行こうシリーズ（ARTDINK企画・開発）

## 用語・エピソード

### 誌名の由来
コンピュータ用語のログインが由来。本来誌名は「ログオン」（LOG・ON）の予定だったが、出版直前になってアメリカ出張中の西和彦（当時アスキー社長）から当時の主力32bitコンピュータVAX-11ではログイン（Login）と称するとの指摘があり、急遽現在の誌名に変更された。創刊以前の有力な誌名候補には「アスキー・ジュニア」（AJ）という名も挙げられていたとされる。
なお誌名ロゴで'i'の文字のみが小文字になっているのはデザイン上の飾りで、深い意味はないとされる。そのためか『ログイン』本誌でも英語表記は'LOGiN'以外に'LOG IN'、'Login'、'LOGIN'など一定していない。

### ぽげムたビゲなみょ〜ん!!
感嘆符を除いてぽげムたビゲなみょ〜ん、あるいは波線を使わずぽげムたビゲなみょーんとも。初出は1984年10月号「おたより LETTERS CORNER」に掲載された読者投稿で本来まったく意味のないナンセンスな投稿だったと思われるが、これを気に入った編集者（河野・金井ら）により一種の感嘆詞としてたびたび誌上で使われた。

### ぽげムたマーク

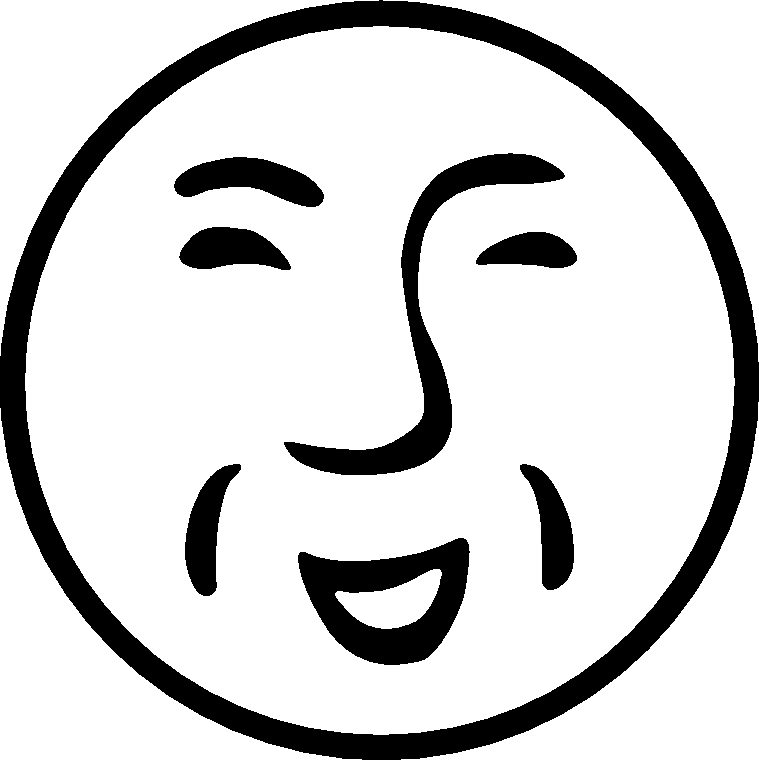
写植記号 BA-90

男性の笑顔を描いたマーク。主にふざけた様子、ナンセンスな状態を表現する際に使われた。写研の写植記号 BA-90 を原型とし、頭頂部にS字型の毛を1本生やした意匠となっている（毛のカーブの角度や方向は画像によって一定していない）。
初出は1985年1月号「おたより LETTERS CORNER」の編集者の回答だが、その前月の1984年12月号「ログイン編集部の1ヵ月激公開!」でも「ぽげムたビゲなみょーん」の言葉の後に△や☆等の記号に交じって写植記号 BA-90 が使われており、この組み合わせから俗に「ぽげムたマーク」と呼ばれるようになった。他にぽげムたとも。

### がびんちょんぶー
ぽげムたビゲなみょ〜ん!!と同様のナンセンスな感嘆詞。1985年8月号「おたより LETTERS CORNER」に掲載された、ぽげムたビゲなみょ〜ん!!に替わる感嘆詞の提案が初出。
『ログイン』のライターを務めた伊藤ガビン（本名：伊藤雅敏（いとうまさとし））が由来でもある。

### のえのえぷー
のえのえぷうとも。ぽげムたビゲなみょ〜ん!!、がびんちょんぶーに似た意味の無い感嘆詞だが、その歴史はより古い。編集者加川良が新人時代に実行した、PC-6001mkIIの音声合成機能を使用して深夜の編集部で奇声を発させるという悪戯に端を発するとされる。
小島文隆による未完の文学小説の仮題『のえのえぷーに夏が来た』の語源でもある。

### ウルティマ・アルティマ論争
海外産コンピュータRPG『Ultima』を日本語表記するにあたって、「ウルティマ」とすべきか「アルティマ」とすべきかの論争。
本来'ultima'の英語発音は「アルティマ」である（少なくともそれに非常に近い）が、制作者のリチャード・ギャリオット自身はラテン語の'ultima'をイメージしてラテン語風に「ウルティマ」と発音していた。担当編集者金井哲夫はリチャード・ギャリオットのインタビューで聞いた発音を元に「ウルティマ」と表記したが、この経緯を知らない読者や他誌からは誤謬であると非難され、経緯の説明がなされた後も論争は沈静化しなかった。
1987年の株式会社ポニーによる日本語版ウルティマ『ウルティマIV』の発売にあたって、リチャード・ギャリオット本人と制作会社であるオリジン社からポニーへ「ウルティマ」を正しい発音とする進言があり、これをもって論争の決着とされた。以後発売された日本語版は全て「ウルティマ」で統一されている。

### どんどんおーぼ
『ログイン』のマスコットキャラクター的存在。1988年3月号「ヤマログ」にて、イラストの発注を忘れたまま空いてしまったスペースに編集者が間に合わせで描いた「どんどん応募の若い頃の図」が原型である。まったく同様の出自を持つキャラクターに「べきであるある」がある（1988年7月号初出）。

### 著名な常連投稿者
漫画家の志水アキは無名時代に「三国時代」を中心にイラストを投稿（当時のペンネームは、白帆まゆ吉）、後に同記事のイラストレーターとして抜擢され商業デビューした。
やはり漫画家の末弘も様々な読者投稿記事の常連で、同時期に『コンプティーク』のイラストレーターとして商業デビュー。その後現在に至っている。
また、成人向け漫画家のガビョ布・ヤスイリオスケらはともに「バカチン市国」「愛のモザイク劇場」等の常連投稿者出身である。

### ログタット
1987年に開設されたBBS。1987年7月号「きっとハヤるぜ!! ネット版多人数ゲーム」からの派生企画にて着信専用4回線を使用していた。廃止時期不明。

### おチープざんす
4月末記念読者参加企画として始まるも扇情的な言葉が飛び交う怪しいページへと昇華。数回の掲載の後、アンダーウェア姿のむさくるしい男二人が被害者カップルを祝福するという狂気の演出で企画終了した。

## 主な編集者、ライター、製作協力
ログインでは原則として編集者とライターは兼任であり、多くの記事は編集者が編集と原稿執筆を同時にこなす。編集者らはさまざまなペンネームを使い分けるが、奥付では原則全員本名が載せられていた。

### 歴代編集長
- 吉崎武（酋長）- 初代編集長。
- 宮崎秀規（宮さん）- 2代目編集長。技術系編集者。月刊アスキー編集長。
- 小島文隆 - 3代目編集長。月2回刊化を主導。
- 河野真太郎（河野マタロー）- 4代目編集長。「ウマシカコンビ」のシカ。
- 新井創士（ほえほえアライ）- 5代目編集長。
- 高橋義信（高橋ピョン太、髙橋ピョン太、高ピョン）- プログラマー。6代目編集長。
- 青柳昌行（青柳ういろう）- 編集者時代は歴史総合記事「覇者への道」や歴史系ゲームを主に担当。8代目編集長。
- アバター原田 - 編集者時代は海外ゲームを主に担当。10代目編集長。

### 月2回刊化よりも前から活動
- 金井哲夫（金盥鉄五郎）- 「ウマシカコンビ」のウマ。
- 塩崎剛三（日本一のC調編集者、東府屋ファミ坊）
- 加川良（田中パンチ）
- 水野震治（水野店長）
- 上野利幸（ゲヱセン上野）- 彼の登場により「ゲームセンター」を略した「ゲーセン」という言葉が一般に浸透し始めたと考えられる。
- 伊藤雅敏（がびん伊藤）
- アルト鈴木
- スタパ齋藤
- 鈴木ドイツ
- 徳永（徳さん）
- 船田巧（ヤマ師ふにゃた、船田戦闘機）
- 五十嵐久和（オタク五十嵐）- 『墜落日誌』の初代担当。担当を縁に墜落日誌作者の寺島令子と結婚、後に離婚。
- 宮地千里（白鳥ジュン）- 旧姓冨谷。『墜落日誌』の2代目担当。編集者の入れ替わりが激しい本誌において最初の月刊期から月2回刊期、再度の月刊期まで長く編集者を務める。
- 野々村文宏（雷門ビデ坊）- ビデオゲーム通信担当。
- 鶴田明雄（アキヲ）- ル・マン24時間レースカウンタプログラマ。
- エルロリーニョ入野。
- 平林誠（ひらえもん）- 海外ゲーム担当。90年代中期に編集デスク。バイクで帰宅途中に事故死。
- 樹村頼子 - 旧姓安田。進行担当。原稿の遅れがちな編集者には「鬼の樹村さん」として恐れられた。
- 有沢清子（有沢うにょん）- 街道レーサー。

### 月2回刊化以後に活動
- 松本隆一（ステルス松本、マッチー松本）- 90年代中期に副編集長。
- 増田厚（忍者増田）- 常連投稿者から編集者に採用。
- 武笠敦子
- 川村ハルト - 常連投稿者から編集者に採用。
- 田川ラメ夫 - 代表作は「愛の19番ホール」。
- 杉内賢治（ウニ杉内）- テレビゲームクラブ（通称・テレクラ）担当。
- 櫛田理子（くしだナム子）- 編集アルバイトを経てライターとして独立。フジテレビ系のクイズ番組『カルトQ』に解答者として出演。
- 松岡英樹（松岡マッハ号、松岡ひできち）
- 梅本幸孝 - 競馬記事などを担当。90年代中期に編集デスク。
- 三宅貴久 - 「知らなかったほうがよかった世界」や『三国志』関係の記事を担当。
- 花塚弘（花ポン、エルビス花塚）
- 葛見由美子（かっぱぎ由美子）
- 倉増啓
- 牧野覚
- 浅沼克之（とんちん浅沼）
- 堀井洋
- 石原潔（ぷりちー石原）
- 岩尾学（九州男児）
- 澤村健（デカ〇ンコノフスキー、サワノフ）
- 横田義弘
- 日高保（デービー日高）
- 仲丸真二（へんな仲丸）
- 嵯峨正行
- 村山誠一郎（書店村山、ステキマン村山）
- 坂本犬之介 - 主に光栄の歴史ゲームを担当。
- 大澤良貴（現地雷魚） - 『三国志』関係の記事を担当。「三国時代」担当時代に志水アキや末広の投稿を採用し、デビューの一端を担う。『ゲーム批評』のような辛口批評コーナーを担当したこともある（ログインでは創刊当初より「ゲームを貶さない」が編集姿勢であり、大澤はこの姿勢に反発していた時期がある）。
- 飯嶋玲子（ベラ飯嶋、元祖メガネっ子）- 本誌では珍しい、アスキーに新卒正社員として入社して本誌編集部に配属。
- 四ッ谷則子
- ハイサイ比嘉（隆。地球くん。macintosh SE/30ユーザーの一味違う男。）
- 土屋浩治（タイツ、パンストくん）
- 小笠原誠（オーガスさん、ステテコくん）- 編集アルバイトを経てライターとして独立。
- 笹川達弥（会長笹川（須田ピンにそっくり））
- 山内正啓（武将系の写真の人。テレビゲームクラブ、所謂テレクラにも寄稿）
- 三須隆弘（MSX通信）
- 丸子かおり - 編集アルバイトを経てライターとして独立。
- 辻村晴子（デザイナー）- 月2回刊期に「辻材さん」として誌面にたびたび登場。
- 和光陽子（デザイナー）- 「バカチン市国」などを担当。
- 水科人士（最終兵器水科（カメラマン））
- 八木沢芳彦（カメラマン）
- 吉田武（カメラマン）

## 宣伝活動

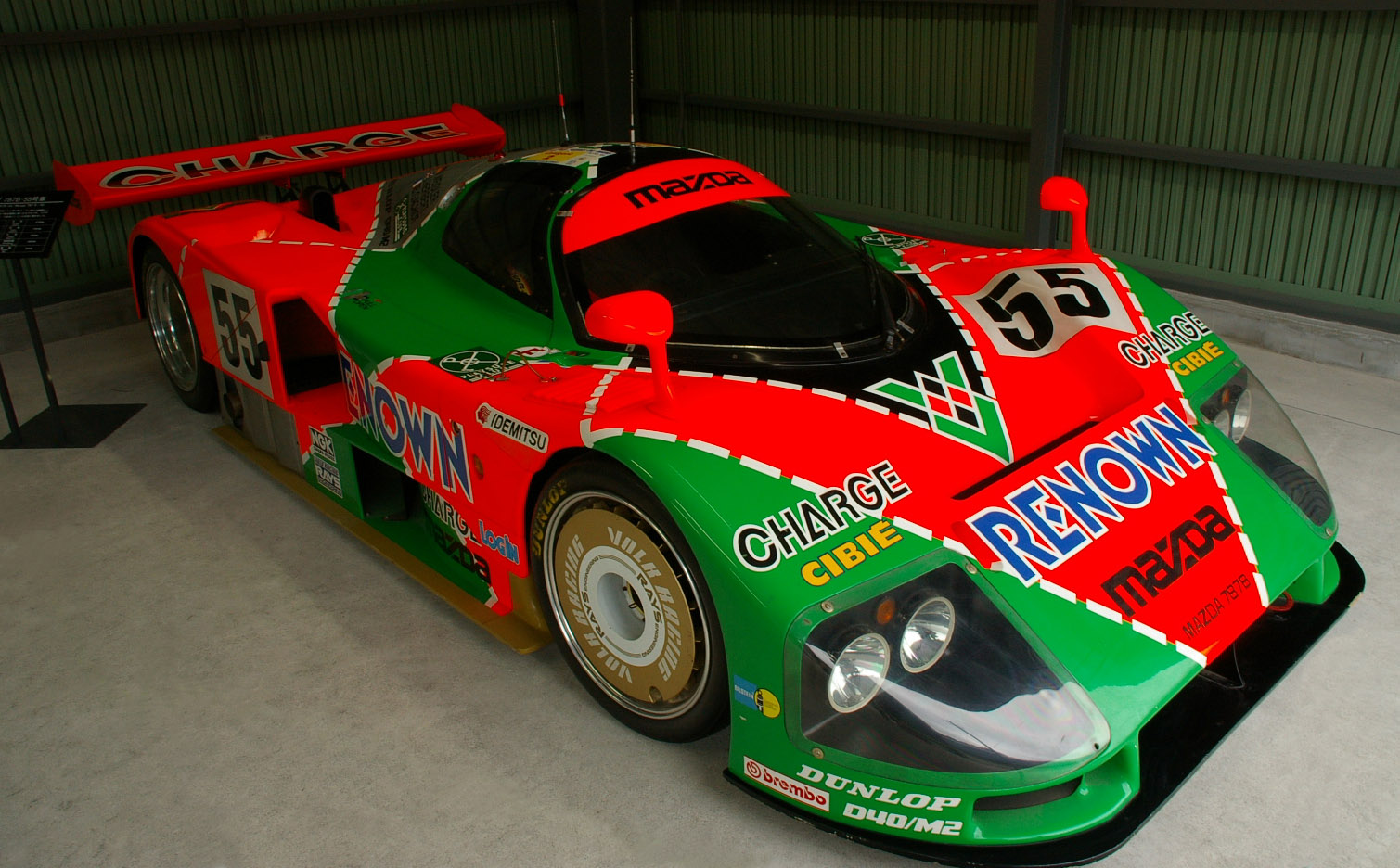
マツダ・787B。前輪側に「LoGin」のステッカーが貼ってあるのが見える。

1982年よりル・マン24時間レースで参戦するマツダチームに協力し、ピットのレース分析用システムを製作した。フェンダー部分に小さく「LoGin」のロゴステッカーが貼ってあった。ちなみに1991年にはマツダ・787Bで総合優勝した。

## 外部サイト
- WebLOGiN - 2009年3月31日以降より、更新休止。
- エンターブレイン公式HP - かつて「LOGiN Web Magazine」HPに割り当てていたURLを晩年時での親会社公式HPに割り当て直しされた。
- ファミコンの部屋 - 「ぽげむたマーク」の詳細や文字の作成方法・辞書の登録など記載。